# Hollis Stacy
Hollis Stacy, née le 16 mars 1954 à Savannah (États-Unis), est une golfeuse professionnelle américaine.
Elle y est l'une des meilleures golfeuses du circuit dans les années 1970 à 1980 remportant quatre tournois majeurs - l'Open américain en 1977, 1978 et 1984, et l'Omnium du Canada nommé le « Classique Peter Jackson » en 1983. Elle compte au total vingt-et-une victoires professionnelles, dont dix-huit sur le circuit LPGA. 

## Palmarès

### Victoires professionnelles
| N° | Date       | Circuit principal | Tournoi                 | Score           | Par  | Marge   | Finaliste                  |
| -- | ---------- | ----------------- | ----------------------- | --------------- | ---- | ------- | -------------------------- |
|    | 24/07/1977 | LPGA              | Open américain          | 70-73-75-74=292 | + 4  | 2 coups | Nancy Lopez                |
|    | 23/06/1978 | LPGA              | Open américain          | 70-75-72-72=289 | + 5  | 1 coup  | JoAnne Carner Sally Little |
|    | 03/07/1983 | LPGA              | Classique Peter Jackson | 68-68-73-68=277 | - 11 | 2 coups | JoAnne Carner Alice Miller |
|    | 15/07/1984 | LPGA              | Open américain          | 74-72-75-69=290 | + 2  | 1 coup  | Rosie Jones                |